# Magyartelek
Magyartelek je selo na jugu Republike Mađarske.
Zauzima površinu od 6,84 km četvorna.

## Zemljopisni položaj
Nalazi se na 45° 56' sjeverne zemljopisne širine i 17° 59' istočne zemljopisne dužine.
Natfara je 2 km sjeverozapadno, Magyarmecske je 300 m zapadno, Kisasszonyfa je 1,5 km istočno, Gredara je 3,5 km sjeveroistočno, Ózdfalu je 2 km jugoistočno, Páprád je 4,5 km južno jugoistočno, Gilvánfa je 2,5 km jugozapadno.  

## Upravna organizacija
Upravno pripada Šeljinskoj mikroregiji u Baranjskoj županiji. Poštanski broj je 7954. 

## Povijest
Selo je bilo vlastelinskim posjedom sve do polovice 1900-ih.
Današnji stanovnici Magyarteleka su većinom iz Satmarske i Zalske županije.

## Stanovništvo
Magyartelek ima 239 stanovnika (2001.). Mađari su većina. Romi čine više od 8% stanovništva i imaju u selu manjinsku samoupravu. 2/3 stanovnika su rimokatolici, blizu petine stanovnika su kalvinisti, a u selu ima i grkokatolika. 

## Znamenitosti
- klasicistički dvorac obitelji Országh
- drvored lipa kraljice Elizabete

## Vanjske poveznice
- (mađ.) Magyartelek a Vendégvárón[neaktivna poveznica]
- (mađ.) Légifotók Magyartelekről
- Magyartelek na fallingrain.com